# كأس العالم الشاطئية 2011
كأس العالم لكرة القدم الشاطئية 2011 هي النسخة السادسة من كأس العالم لكرة القدم الشاطئية التي حكمها الفيفا. البطولات التي كانت تقام قبل 2005 لم تكن تنظم تحت اسم الفيفا وكانت تحت اسم بطولات العالم لكرة القدم الشاطئية عموما ستكون هذه النسخة السادسة عشر من كأس العالم للكرة الشاطئية منذ تأسيسها في عام 1995. سوف تجري البطولة على شاطئ ربنة، إيطاليا، وهي المسابقة الثالثة التي تقام خارج البرازيل، من 1–11 سبتمبر 2011. أقيمت كأس العالم لكرة القدم الشاطئية مرة كل عامين. أكد البطولة في مارس 2010.

## الفرق
الفرق التالية التي تأهلت إلى كأس العالم لكرة القدم الشاطئية 2011 حتى الآن:
| منطقة آسيا (الاتحاد الآسيوي لكرة القدم): - إيران - اليابان - عمان منطقة أفريقيا (الاتحاد الأفريقي لكرة القدم): - نيجيريا - السنغال منقطة أوروبا (الاتحاد الأوروبي لكرة القدم): - البرتغال - روسيا - سويسرا - أوكرانيا | منقطة أمريكا الشمالية الوسطى والكاريبي (كونكاكاف): - السلفادور - المكسيك منطقة أوقيانوسيا (اتحاد أوقيانوسيا لكرة القدم): - تاهيتي منطقة أمريكا الجنوبية (كونميبول): - الأرجنتين - البرازيل - فنزويلا مستضيف: - إيطاليا (أوروبا) |

## المكان
استخدم مكان واحد فقط في مدينة ربنة خلال كأس العالم والذي أطلق عليه اسم Stadio del Mare بني الملعب كهيكل مؤقت وبني للأساس لاستضافة كأس العالم، إلا أن الملعب استضاف أيضًا المرحلة الثالثة من الدوري الأوروبي لكرة القدم الشاطئية 2011، للترويج لكرة القدم الشاطئية في المنطقة قبل بدء كأس العالم.
| Stadio del Mare |
|                 |
| السعة: 5,500    |

## القرة النهائية
أجريت قرعة تقسيم الفرق الستة عشر إلى أربع مجموعات من أربعة في 5 يوليو 2011 في روما، إيطاليا.
| المجموعة الأولى                 | المجموعة الثانية          | المجموعة الثالثة                  | المجموعة الرابعة                  |
| ------------------------------- | ------------------------- | --------------------------------- | --------------------------------- |
| إيطاليا أوكرانيا البرتغال روسيا | اليابان عمان إيران تاهيتي | السنغال نيجيريا المكسيك السلفادور | البرازيل الأرجنتين فنزويلا سويسرا |

## دور المجموعات
بدأت مرحلة المجموعات في 1 سبتمبر واختتمت في 6 سبتمبر، وكانت المباراة الافتتاحية للمسابقة ضد الأرجنتين وعمان. بتوقيت وسط أوروبا الصيفي.

### مجموعة أ
| فريق    | نقاط | فرق | عليه | له | خ  | ت  | ف  | لعب |
| ------- | ---- | --- | ---- | -- | -- | -- | -- | --- |
| إيطاليا | 3    | 1   | 2    | 0  | 13 | 12 | +1 | 7   |
| السنغال | 3    | 1   | 1    | 1  | 17 | 15 | +2 | 5   |
| سويسرا  | 3    | 1   | 0    | 2  | 16 | 15 | +1 | 3   |
| إيران   | 3    | 0   | 0    | 3  | 13 | 17 | −4 | 0   |

| سويسرا                                                                                         | 8–8 (ب.و.إ.) | السنغال                                                                                    |
| ---------------------------------------------------------------------------------------------- | ------------ | ------------------------------------------------------------------------------------------ |
| D. Stankovic ‏ 7'، 20'، 22' · M. Jaeggy 18'، 33' · N. Sylla 25' (ه.ذ.)، 28' (ه.ذ.) · S. Leu 33' | Report       | 3'، 4'، 22' P. Koukpaki · 6' N. Mbaye · 11'، 24' N. Sylla · 14' L. Diagne · 20' I. Bakhoum |
| ركلات الترجيح                                                                                  |              |                                                                                            |
| D. Stankovic ‏                                                                                  | 0–1          | P. Koukpaki                                                                                |

| إيطاليا                                                                                     | 6–6 (ب.و.إ.) | إيران                                                                                   |
| ------------------------------------------------------------------------------------------- | ------------ | --------------------------------------------------------------------------------------- |
| G. Soria 8' (ركلة.)، 29' · M. Marrucci 20' · G. Gori 20' · F. Corosiniti 27' · F. Palma 29' | Report       | 6' (ركلة.) M. Hassani · 13' A. Naderi · 16'، 28' H. Abdollahi · 22'، 36' F. Boulokbashi |
| ركلات الترجيح                                                                               |              |                                                                                         |
| S. Feudi · G. Soria · F. Palma · G. Gori · P. Palmacci                                      | 5–4          | M. Mohktari · A. Naderi · F. Boulokbashi · M. Ahmadzadeh · M. Mesigar                   |

| إيران                                                      | 4–6    | سويسرا                                                                                               |
| ---------------------------------------------------------- | ------ | --- |
| M. Mokhtari 9'، 21' · M. Ahmadzadeh 29' · H. Abdollahi 36' | Report | 4' V. Jaeggy · 9' S. Spaccarotella · 9' M. Jaeggy · 10' M. Rodrigues · 11' A. Schirinzi · 36' S. Leu |

| السنغال                                  | 4–4 (ب.و.إ.) | إيطاليا                                |
| ---------------------------------------- | ------------ | -------------------------------------- |
| N. Mbaye 27'، 34' · P. Koukpaki 36'، 36' | Report       | 1' S. Feudi · 8'، 36'، 36' P. Palmacci |
| ركلات الترجيح                            |              |                                        |
| P. Koukpaki · B. Fall · N. Mbaye         | 2–3          | S. Feudi · G. Soria · F. Palma         |

| إيران                                                | 3–5    | السنغال                                       |
| ---------------------------------------------------- | ------ | --------------------------------------------- |
| M. Hassani 16' · M. Mesigar 19' · F. Boulokbashi 31' | Report | 1'، 4' N. Mbaye · 9'، 36' B. Fall · 24' C. Ba |

| إيطاليا                               | 3–2    | سويسرا                        |
| ------------------------------------- | ------ | ----------------------------- |
| G. Soria 24' · F. Corosiniti 27'، 36' | Report | 9' S. Leu · 36' D. Stankovic ‏ |

### مجموعة ب
| فريق      | نقاط | فرق | عليه | له | خ  | ت  | ف   | لعب |
| --------- | ---- | --- | ---- | -- | -- | -- | --- | --- |
| البرتغال  | 3    | 3   | 0    | 0  | 24 | 5  | +19 | 9   |
| السلفادور | 3    | 2   | 0    | 1  | 10 | 17 | −7  | 6   |
| الأرجنتين | 3    | 1   | 0    | 2  | 6  | 10 | −4  | 3   |
| عمان      | 3    | 0   | 0    | 3  | 7  | 15 | −8  | 0   |

| الأرجنتين                                       | 3–1    | عمان         |
| ----------------------------------------------- | ------ | ------------ |
| J. Vivas 17' · G. Spinelli 21' · S. Larreta 27' | Report | Al-Sinani 1' |

| إلسالفادور                     | 2–11   | البرتغال                                                                                            |
| ------------------------------ | ------ | --------------------------------------------------------------------------------------------------- |
| A. Ruiz 17' · F. Velásquez 28' | Report | 1'، 2'، 5' مادجير · 1'، 32' بيلشيور · 15'، 27' R. Coimbra · 17'، 17' Alan · 22' Lucio · 24' B. Novo |

| البرتغال                               | 5–0    | الأرجنتين |
| -------------------------------------- | ------ | --------- |
| مادجير 4'، 17'، 24'، 34' · بيلشيور 23' | Report |           |

| عمان                                 | 3–4    | السلفادور                                                      |
| ------------------------------------ | ------ | -------------------------------------------------------------- |
| Al-Sinani 12'، 34' · هاني الضابط 34' | Report | 16' E. Ramírez · 25' T. Hernández · 26' J. Gallo · 36' A. Ruiz |

| البرتغال                                                                                                   | 8–3    | عمان                                               |
| --- | ------ | -------------------------------------------------- |
| مادجير 3'، 33' · P. Graça 9' · Lucio 12'، 34' · Y. Al Araimi 18' (ه.ذ.) · Duarte 22' (ركلة.) · بيلشيور 27' | Report | إسحاق القاسمي 24' · Al-Mukhaini 28' · Al-Rajhi 31' |

| إلسالفادور                                                       | 4–3    | الأرجنتين                              |
| ---------------------------------------------------------------- | ------ | -------------------------------------- |
| F. Velásquez 19' · A. Ruiz 24' · J. Membreño 32' · W. Torres 36' | Report | 19' L. Franceschini · 19'، 36' J. Levi |

### مجموعة ج
| فريق    | نقاط | فرق | عليه | له | خ  | ت  | ف   | لعب |
| ------- | ---- | --- | ---- | -- | -- | -- | --- | --- |
| روسيا   | 3    | 3   | 0    | 0  | 20 | 7  | +13 | 9   |
| نيجيريا | 3    | 2   | 0    | 1  | 13 | 12 | +1  | 6   |
| تاهيتي  | 3    | 1   | 0    | 2  | 6  | 11 | −5  | 3   |
| فنزويلا | 3    | 0   | 0    | 3  | 8  | 17 | −9  | 0   |

| نيجيريا                                                       | 4–8    | روسيا |
| ------------------------------------------------------------- | ------ | --- |
| I. Olawale 5' · V. Tale 24' · M. Najare 24' · O. Okemmiri 25' | Report | 3'، 19' E. Eremeev · 5' Y. Gorchinskiy · 7'، 12' E. Shaykov ‏ · 23' أليكسي ماكاروف · 24' I. Leonov · 36' A. Shkarin ‏ |

| بولينزيا الفرنسية                                                      | 5–2    | فنزويلا                       |
| ---------------------------------------------------------------------- | ------ | ----------------------------- |
| تيفا زافيروني 7'، 20' · N. Bennett ‏ 16' · M. Amau 18' · T. Labaste 33' | Report | 7' E. Quintero · 22' C. Longa |

| فنزويلا                                               | 3–5    | نيجيريا                                              |
| ----------------------------------------------------- | ------ | ---------------------------------------------------- |
| E. Quintero 5' · N. Nwosu 19' (ه.ذ.) · K. Camargo 27' | Report | 9'، 11' I. Olawale · 24'، 27' V. Tale · 36' N. Nwosu |

| روسيا                                                                                         | 5–0    | تاهيتي |
| --------------------------------------------------------------------------------------------- | ------ | ------ |
| E. Shaykov ‏ 17' · E. Eremeev 28' · Y. Krasheninnikov 28' · I. Leonov 30' · أليكسي ماكاروف 34' | Report |        |

| فنزويلا                                            | 3–7    | روسيا                                                                                   |
| -------------------------------------------------- | ------ | --------------------------------------------------------------------------------------- |
| M. Monsalve 11' · F. Landaeta 22' · G. Cardone 36' | Report | 16'، 21'، 22' D. Shishin · 17' A. Shkarin ‏ · 28' I. Leonov · 31'، 35' Y. Krasheninnikov |

| بولينزيا الفرنسية | 1–4    | نيجيريا                                                    |
| ----------------- | ------ | ---------------------------------------------------------- |
| تيفا زافيروني 16' | Report | 14'، 20' V. Tale · 20' (ركلة.) M. Najare · 31' O. Okemmiri |

### مجموعة د
| فريق     | نقاط | فرق | عليه | له | خ  | ت  | ف  | لعب |
| -------- | ---- | --- | ---- | -- | -- | -- | -- | --- |
| البرازيل | 3    | 2   | 1    | 0  | 11 | 7  | +4 | 8   |
| المكسيك  | 3    | 1   | 1    | 1  | 6  | 8  | −2 | 5   |
| أوكرانيا | 3    | 1   | 0    | 2  | 8  | 6  | +2 | 3   |
| اليابان  | 3    | 0   | 0    | 3  | 6  | 10 | −4 | 0   |

| اليابان                         | 2–3    | المكسيك                                                         |
| ------------------------------- | ------ | --------------------------------------------------------------- |
| S. Yamauchi 12' · S. Suzuki 31' | Report | 22' (ركلة.) A. Rodriguez · 24' J. Cervantes · 30' R. Villalobos |

| البرازيل                                 | 3–3 (ب.و.إ.) | أوكرانيا                                              |
| ---------------------------------------- | ------------ | ----------------------------------------------------- |
| Benjamin 5' · Sidney 16'، 27'            | Report       | 16' I. Borsuk · 17' O. Zborovskyi · 24' O. Korniychuk |
| ركلات الترجيح                            |              |                                                       |
| André · برونو (لاعب كرة قدم مواليد 1980) | 2–1          | I. Borsuk · O. Korniychuk                             |

| أوكرانيا                                                             | 4–2    | اليابان                    |
| -------------------------------------------------------------------- | ------ | -------------------------- |
| R. Pachev 1' · S. Bozhenko 19' · O. Zborovskyi 20' · O. Mozgovyy 33' | Report | 21' H. Oda · 30' M. Komaki |

| المكسيك                  | 2–5    | البرازيل                                                                                                  |
| ------------------------ | ------ | --- |
| M. Plata 3'، 24' (ركلة.) | Report | 5' Benjamin · 10' Betinho · 17' (ركلة.) André · 21' بوروك اوكان · 24' جورجينيو (لاعب كرة قدم مواليد 1974) |

| أوكرانيا                  | 1–1 (ب.و.إ.) | المكسيك                      |
| ------------------------- | ------------ | ---------------------------- |
| A. Butko 6'               | Report       | 33' F. Cati                  |
| ركلات الترجيح             |              |                              |
| I. Borsuk · A. Yevdokymov | 0–1          | R. Villalobos · A. Rodriguez |

| البرازيل                      | 3–2    | اليابان                                |
| ----------------------------- | ------ | -------------------------------------- |
| André 12'، 27' · Benjamin 25' | Report | 5' S. Yamauchi · 19' (ركلة.) M. Komaki |

## خروج المغلوب
|  | ربع النهائي                               | ربع النهائي    |                |          | نصف النهائي   | نصف النهائي   |  |  | النهائي        | النهائي |
|  |                                           |                |                |          |               |               |  |  |                |         |
|  | 8 سبتمبر 2011                             |                |                |          |               |               |  |  |                |         |
|  |                                           |                |                |          |               |               |  |  |                |         |
|  | إيطاليا                                   | 5              |                |          |               |               |  |  |                |         |
|  | إيطاليا                                   | 5              | 10 سبتمبر 2011 |          |               |               |  |  |                |         |
|  | السلفادور (وقت إضافي)                     | 6              |                |          |               |               |  |  |                |         |
|  | السلفادور (وقت إضافي)                     | 6              | السلفادور      | 3        |               |               |  |  |                |         |
|  | 8 سبتمبر 2011                             |                | السلفادور      | 3        |               |               |  |  |                |         |
|  |                                           | روسيا          | 7              |          |               |               |  |  |                |         |
|  | روسيا                                     | روسيا          | 7              | 5        |               |               |  |  |                |         |
|  | روسيا                                     |                | 11 سبتمبر 2011 | 5        |               |               |  |  |                |         |
|  | المكسيك                                   | 3              |                |          |               |               |  |  |                |         |
|  | المكسيك                                   | 3              | روسيا          | 12       |               |               |  |  |                |         |
|  | 8 سبتمبر 2011                             |                | روسيا          | 12       |               |               |  |  |                |         |
|  |                                           | البرازيل       | 8              |          |               |               |  |  |                |         |
|  | البرازيل (وقت إضافي)                      | البرازيل       | 8              | 10       |               |               |  |  |                |         |
|  | البرازيل (وقت إضافي)                      | 10 سبتمبر 2011 |                | 10       |               |               |  |  |                |         |
|  | نيجيريا                                   | 8              |                |          |               |               |  |  |                |         |
|  | نيجيريا                                   | 8              | البرازيل       | 4        | المركز الثالث | المركز الثالث |  |  |                |         |
|  | 8 سبتمبر 2011                             |                | البرازيل       | 4        | المركز الثالث | المركز الثالث |  |  |                |         |
|  |                                           | البرتغال       | 1              |          |               |               |  |  |                |         |
|  | البرتغال (ركلات جزاء ترجيحية (كرة القدم)) | البرتغال       | 1              | 4 (3)    | السلفادور     | 2             |  |  |                |         |
|  | البرتغال (ركلات جزاء ترجيحية (كرة القدم)) |                |                | 4 (3)    | السلفادور     | 2             |  |  |                |         |
|  | السنغال                                   | 4 (2)          |                | البرتغال | 3             |               |  |  |                |         |
|  | السنغال                                   | 4 (2)          |                |          | 3             |               |  |  |                |         |
|  |                                           |                |                |          |               |               |  |  | 11 سبتمبر 2011 |         |
|  |                                           |                |                |          |               |               |  |  |                |         |

### ربع النهائي
| روسيا                                                                                        | 5–3    | المكسيك                                           |
| -------------------------------------------------------------------------------------------- | ------ | ------------------------------------------------- |
| I. Leonov 2' · E. Shaykov ‏ 14' · Y. Krasheninnikov 16' · Y. Gorchinskiy 23' · E. Eremeev 27' | Report | 10' A. Barbosa · 30' R. Villalobos · 32' M. Plata |

| البرتغال                                               | 4–4 (ب.و.إ.) | السنغال                                                            |
| ------------------------------------------------------ | ------------ | ------------------------------------------------------------------ |
| مادجير 5' · بيلشيور 5' · B. Torres 10' · J. Santos 23' | Report       | 5' P. Koukpaki · 13' (ركلة.)، 13' N. Sylla · 36' (ركلة.) L. Diagne |
| ركلات الترجيح                                          |              |                                                                    |
| B. Torres · بيلشيور · مادجير                           | 3–2          | P. Koukpaki · B. Fall · C. Ba                                      |

| إيطاليا                                              | 5–6 (ب.و.إ.) | السلفادور                                                        |
| ---------------------------------------------------- | ------------ | ---------------------------------------------------------------- |
| P. Palmacci 4'، 18'، 31' (ركلة.)، 34' · F. Palma 15' | Report       | 12'، 18'، 33'، 38' F. Velasquez · 22' A. Ruiz · 24' T. Hernandez |

| البرازيل | 10–8 (ب.و.إ.) | نيجيريا                                                                            |
| --- | ------------- | ---------------------------------------------------------------------------------- |
| André 10'، 11'، 12'، 30'، 37' · Anderson 16' · بوروك اوكان 24' · جورجينيو (لاعب كرة قدم مواليد 1974) 33' · Benjamin 34' · برونو (لاعب كرة قدم مواليد 1980) 37' | Report        | 10' M. Najare · 13'، 16'، 18'، 36' B. Ibenegbu · 15'، 35' J. Okwuosa · 36' V. Tale |

### نصف النهائي
| إلسالفادور                           | 3–7    | روسيا |
| ------------------------------------ | ------ | --- |
| A. Ruiz 7' · فرانك فيلاسكيز 17'، 20' | Report | 5' D. Shishin · 5' I. Leonov · 9'، 19' E. Shaykov ‏ · 10' أليكسي ماكاروف · 22' E. Eremeev · 35' Y. Gorchinskiy |

| البرازيل                                                             | 4–1    | البرتغال           |
| -------------------------------------------------------------------- | ------ | ------------------ |
| Betinho 14' · Sidney 16'، 29' · برونو (لاعب كرة قدم مواليد 1980) 33' | Report | 5' ألان كافالكانتي |

### المركز الثالث
| إلسالفادور                        | 2–3    | البرتغال                             |
| --------------------------------- | ------ | ------------------------------------ |
| W. Alvarado 2' · F. Velasquez 19' | Report | 6'، 25' مادجير · 15' (ركلة.) بيلشيور |

### النهائي
| روسيا | 12–8   | البرازيل                                                             |
| --- | ------ | -------------------------------------------------------------------- |
| E. Shaykov ‏ 2'، 6' · I. Leonov 8'، 25' · E. Eremeev 13'، 19' · أليكسي ماكاروف 15'، 20' · Betinho 21' (ه.ذ.) · D. Shishin 21'، 31'، 32' | Report | 8' (ركلة.)، 11'، 30'، 33'، 34'، 35' André · 17' Betinho · 22' Sidney |

## الفائز
| كأس العالم الشاطئية 2011 |
| ------------------------ |
| روسيا للمرة الأولى       |

## الجوائز
| أديداس الكرة الذهبية     | أديداس الكرة الفضية | أديداس الكرة البرونزية |
| ------------------------ | ------------------- | ---------------------- |
| إيليا ليونوف             | André               | فرانك فيلاسكيز         |
| أديداس الحذاء الذهبي     | أديداس الحذاء الفضي | أديداس الحذاء البرونزي |
| André                    | مادجير              | فرانك فيلاسكيز         |
| 14 أهداف                 | 12 أهداف            | 9 أهداف                |
| أديداس القفاز الذهبي     |                     |                        |
| Andrey Bukhlitskiy       |                     |                        |
| جائزة الفيفا للعب النظيف |                     |                        |
| نيجيريا                  |                     |                        |

## الهدافيين
14 أهداف
- André

12 أهداف
- مادجير

9 أهداف
- Frank Velasquez

8 أهداف
- Egor Shaykov

7 أهداف
- Paolo Palmacci
- Egor Eremeev
- إيليا ليونوف
- Dmitry Shishin

6 أهداف
- Victor Tale
- بيلشيور
- Pape Koukpaki

5 أهداف
- Sidney
- أليكسي ماكاروف
- Ndiaga Mbaye
- Agustin Ruiz

4 أهداف
- Benjamin
- Bartholomew Ibenegbu
- Yuri Krasheninnikov
- Ngalla Sylla
- Dejan Stankovic  [لغات أخرى]‏

## الرتيب النهائي
| الترتيب | الفريق    |
| ------- | --------- |
| 1       | روسيا     |
| 2       | البرازيل  |
| 3       | البرتغال  |
| 4       | السلفادور |
| 5       | إيطاليا   |
| 6       | نيجيريا   |
| 7       | السنغال   |
| 8       | المكسيك   |
| 9       | أوكرانيا  |
| 10      | سويسرا    |
| 11      | الأرجنتين |
| 12      | تاهيتي    |
| 13      | إيران     |
| 14      | اليابان   |
| 15      | عمان      |
| 16      | فنزويلا   |